# Huelga de las chocolatinas

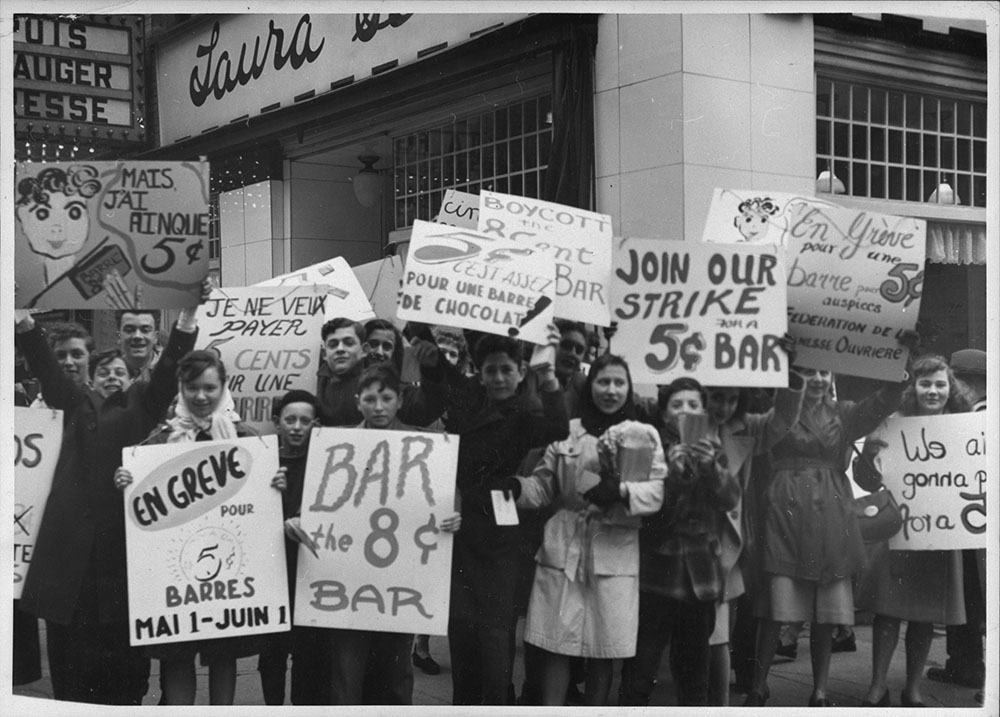
Niños de Montreal protestan contra el aumento del precio de las barras de chocolate en 1947 frente a una tienda de dulces.

La protesta de las chocolatinas, también conocida con otros nombres como "guerra del chocolate de 5 centavos", "guerra de los 5 centavos" o "huelga de las chocolatinas", fue una protesta de los niños canadienses por el aumento del precio de las barras de chocolate de cinco a ocho centavos canadienses en el año 1947. La huelga comenzó en Ladysmith, Columbia Británica, y se extendió por todo el país incluyendo protestas en otras ciudades importantes como Calgary, Edmonton, Winnipeg, Montreal, Quebec, Ottawa, Toronto y las Maritimes. La huelga llegó a su fin cuando el periódicoToronto Evening Telegram publicó un editorial en el que sugería que una de las organizaciones aliadas con los niños llamada "Federación Nacional de Jóvenes Trabajadores", estaba respaldada por comunistas.

## Cronología

### Orígenes
El 25 de abril del año 1947, los fabricantes canadienses de barras de chocolate aumentaron sus precios de 5 a 8 centavos por chocolatina, poniendo como motivo el aumento que habían sufrido los costes de producción. En concreto, los fabricantes citaron problemas con el suministro de granos de cacao y la eliminación de los subsidios gubernamentales en tiempos de guerra como razón de este aumento.
La huelga comenzó el mismo día en Ladysmith, Columbia Británica, en una confitería llamada Wigwam Café. Impactados por el aumento, que suponía una subida del 60% en el precio de las barras de chocolate de Wigwam, del cual no habían tenido previo aviso, los niños organizaron una protesta frente a la tienda, llamando al boicot de las barras y adoptando el lema "Don't be a sucker" (No seas tonto). Formaron su protesta usando un Buick negro de 1923 cubierto de eslóganes, al que siguieron 40 niños. Mientras marchaban, los niños cantaban:
| Original en inglés                                                                                                   | Traducción |
| --- | --- |
| We want a 5 cent chocolate bar 8 cents is going too darn far We want a 5 cent chocolate bar Oh, we want a 5 cent bar | Queremos una chocolatina de 5 céntimos 8 céntimos es ir demasiado lejos Queremos una chocolatina de 5 céntimos Oh, queremos una barrita de 5 céntimos. |

Los niños y niñas protestaron durante tres mediodías seguidos y el periódico local, llamado "Ladsysmith Chronicle", informó al respecto. Llevaban carteles hechos en casa con distintos lemas para protestar, como "NO COMPRES BARRITAS DE 8¢" "BAJAD LOS PRECIOS A 5¢", "SOMOS INTELIGENTES" y "QUE PAGUE 8¢ EL TONTO, NOSOTROS NO LO HAREMOS". Los niños también posaron para un fotógrafo del periódicoVancouver Sun. El Sun publicó la historia y la fotografía en su edición del 26 de abril.

### Propagación de las protestas

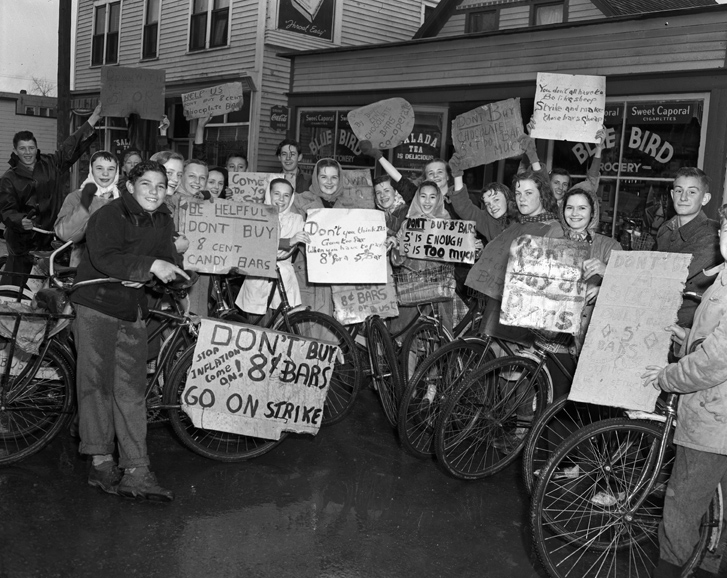
La protesta de las chocolatinas en Edmonton, Alberta

Para el 29 de abril, la huelga ya se había extendido a la cercana Victoria, en la Columbia Británica, la capital provincial, donde aproximadamente 200 niños irrumpieron en el edificio del parlamento de la ciudad. El periódico local Times Colonist del 30 de abril publicó la noticia junto al titular "Niños invaden el edificio del parlamento", acompañando una fotografía de niños portando pancartas en las escaleras de dicho edificio.
A medida que la cobertura informativa sobre la huelga iba aumentando, ésta se extendió hacia el este. En Burnaby, en la provincia de Columbia Británica, se informó que un desfile de bicicletas de niños que protestaban bloqueó Kingsway, una vía principal de la ciudad. Según la información publicada en los medios de la época, las ventas de barras de chocolate cayeron un 80% y los comerciantes de Winnipeg llegaron a declarar que hubo un día en el que no vendieron ninguna chocolatina.
En Edmonton, Alberta, 300 niños escoltados por la policía se manifestaron por la avenida Jasper para protestar por el aumento el 29 de abril. Unos días después, el 2 de mayo, 500 estudiantes de Toronto marcharon por Bloor Street para protestar contra el aumento de precios. El 3 de mayo, en la capital canadiense, Ottawa, 60 estudiantes protestaron en Parliament Hill. Encabezados por diez trompetistas, uno de ellos llevaba un cartel que decía: "Comeremos gusanos antes que comer chocolatinas de ocho centavos".

### Acusaciones de comunismo
Casi al mismo tiempo que se produjo la marcha de Toronto, un informante anónimo le dijo al Toronto Evening Telegram que la Federación Nacional de Jóvenes Trabajadores, que había apoyado la protesta en esta ciudad, estaba respaldada por los comunistas. En el artículo, el periódico escribió que
Las chocolatinas y una revolución mundial pueden parecer polos opuestos, pero para la perversa mente comunista existe una relación directa. No se dan cuenta, pero los estudiantes indignados que se manifiestan con sus carteles exigiendo una chocolatina de 5 centavos se han convertido en otro instrumento de la gran estrategia del comunismo para crear el caos.
El periódico económico Financial Post publicó poco después un artículo titulado "Los comunistas organizan una huelga de tiendas de dulces y reclutan a niños pequeños para la manifestación".
Temiendo ser asociados con los presuntos patrocinadores, los organizadores de la huelga y los padres de los niños huelguistas comenzaron a retirarse de la acción. El Comité de Acción Juvenil de Victoria, que había apoyado en un inicio esta huelga, retiró su apoyo el 5 de mayo. El Club Sat-Teen de Vancouver, cuyos 2.500 miembros habían apoyado asimismo la huelga, se retiró y declaró que «las manifestaciones multitudinarias y las huelgas no son coherentes con los ideales de este club».
Al final, la huelga se fue desinflando y el precio de las chocolatinas se mantuvo en ocho centavos.

### Reacciones y legado
En respuesta a la huelga, el 2 de mayo el fabricante de dulces Rowntree's publicó una carta abierta en los periódicos del país titulada "Por qué pagas 8¢ por una chocolatina de Rowntree". Un representante de la empresa de chocolate Moirs habló en la radio pública CBC para defender este aumento de precio. El 7 de mayo del propio 1947, la empresa basada en Toronto Willards' Chocolates publicó también una carta abierta en el periódico Toronto Star con el titular: «Las chocolatinas a 5¢ ya no son posibles AHORA».
La huelga fue el tema del documental The Five Cent War publicado en el año 2000. La novela Maggie y la guerra del chocolate de 2007, escrita por la autora canadiense Michelle Mulder, se basó en esta protesta.
La huelga fue conmemorada en 2017 con un mural público en Chemainus, en la provincia de Columbia Británica. El mural, basado en la fotografía original del periódicoVancouver Sun, muestra a los manifestantes originales de Ladysmith comiendo helado en lugar de chocolatinas porque, en el momento de la protesta, el helado todavía mantenía su precio en cinco centavos.